# Hans Reutercrantz
Hans Reutercrantz, född 12 maj 1640 i Kung Karls församling, död 26 oktober 1695, var en svensk jägmästare.

## Biografi

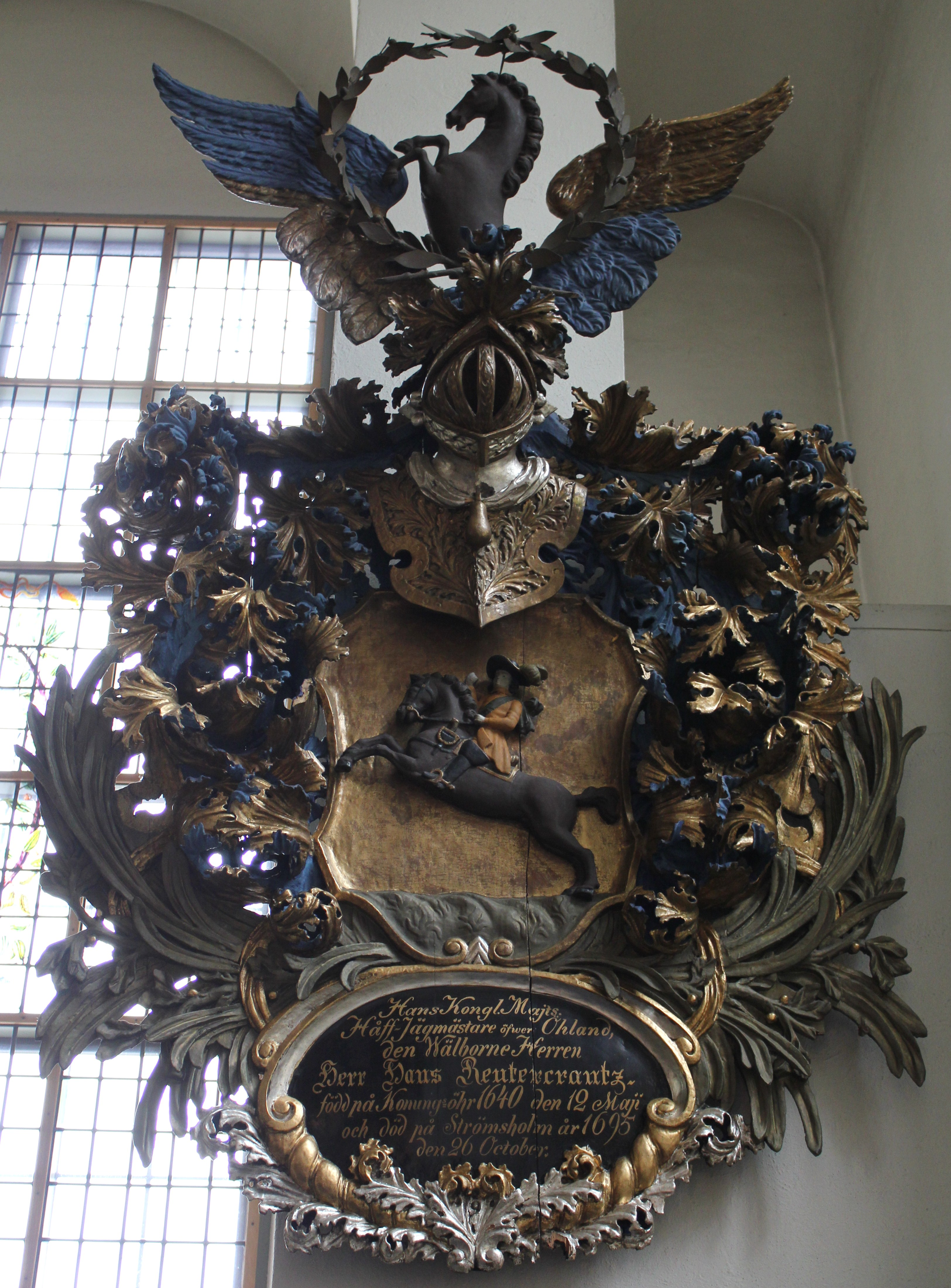
Begravningsvapen över Hans Reutercrantz i Kungsholms kyrka.

Hans Reutercrantz föddes 1640 på Kungsör i Kung Karls socken. Han var son till hovstallmästaren Esbjörn Reutercrantz och Magdalena Svahn. Reutercrantz blev hovjunkare och 1672 överjägmästare på Öland. Han blev 2 mars 1675 hovjägmästare och fick konfirmead fullmakt på överjägmästartjänsten 23 juli 1681. Reutercrantz avled 1695 på Strömsholm och begravdes 10 maj 1696 i Riddarholmskyrkan. Han vapen sattes upp i Ulrika Eleonora kyrka.

### Egendom
Han ägde Engelholm i Sankt Anna socken.

### Familj
Reutercrantz  gifte sig med Anna Cronström (1658–1722), dotter till rikskammarrådet Isak Cronström och Christina Hanssén. Anna Cronström var änka efter hovrådet Johan Adolf Rehnskiöld. Cronström och Reutercrantz fick tillsammans barnen Charlotta Hedvig Reutercrantz (född 1688), Isak Esbjörn Reutercrantz (1691–1694), Elisabet Emerentia Reutercrantz (född 1692) som var gift med häradshövdingen Carl Stierneroos och stallmästaren Carl Gustaf Reutercrantz (1694–1734).

### referenser
1. 1 2 3  Elgenstierna Gustaf, red (1931). Den introducerade svenska adelns ättartavlor 6 Posse-von Scheven. Stockholm: Norstedt. sid. 246-247. Libris 10076758. https://runeberg.org/elgenst/6/0262.html